# Carlo Ancelotti
Carlo Ancelotti, född 10 juni 1959, är en italiensk före detta fotbollsspelare (mittfältare) som är tränare för Brasiliens landslag.
Ancelotti har haft en framgångsrik spelar- och tränarkarriär och är tillsammans med bland andra Miguel Muñoz, Johan Cruyff, Zinedine Zidane och Frank Rijkaard en av få som har vunnit UEFA Champions League både som spelare och som tränare.

## Karriär som spelare
Ancellotti var mittfältare i AS Roma och i AC Milan. Han inledde sin professionella karriär i Parma AC i slutet av 1970-talet men fick sitt genombrott i AS Roma dit han hämtades av Nils Liedholm. Här vann han ligan en gång (1983) och fyra Coppa Italia – 1980, 1981, 1984 och 1986.
1987 gick han över till Milan där han vann Uefa Champions League två gånger och den Interkontinentala cupen två gånger 1989 och 1990 samt två ligasegrar 1988 och 1992.
En skada hindrade honom från att delta i landslaget 1982, då Italien blev världsmästare, men han deltog i VM 1986, EM 1988 och VM 1990 där han bland annat spelade i bronsmatchen. 26 matcher och ett mål blev hans landslagsfacit.

## Tränarkarriär
Ancelottis karriär som tränare startade i AC Reggiana 1995/1996, som han tog upp till Serie A. Han gick därefter vidare till Parma. Här lyckades han nå en överraskande andraplats säsongen 1996/1997 bara två poäng efter segrande Juventus, där han blev tränare i februari 1999. Under de två hela säsongerna i Juventus (1999/2000–2000/2001) blev det två andraplatser i Serie A. Ancelotti hade en komplicerad period i Turin-klubben, dels eftersom han var en före detta Milan-spelare och blev inte alls omtyckt av supportrarna. Han fick slutligen sparken den 17 juni 2001.
I november 2001 blev han tränare för AC Milan, och vann Uefa Champions League för första gången som tränare den 28 maj 2003 när Juventus besegrades efter förlängning och straffsparkar i finalen. AC Milan vann även både Coppa Italia och Uefa Super Cup säsongen 2002/2003. Året efter blev Ancelotti ligamästare som tränare för första gången, och vann även den italienska supercupen. Säsongen 2006/2007 vann AC Milan med Ancelotti återigen Uefa Champions League, när man besegrade Liverpool i finalen. AC Milan vann även Uefa Super Cup, samt Uefas klubblags-VM. Ancelotti hade ett år kvar på kontraktet med AC Milan, men den 31 maj 2009 blev det officiellt att han brutit kontraktet efter en gemensam överenskommelse, och två dagar senare bekräftade Chelsea att Ancelotti skulle bli ny tränare i klubben. Säsongen 2009/2010 vann Chelsea dubbeln (både Premier League och FA-cupen) med Ancelotti som tränare. I ligan visade Chelsea upp en effektiv anfallsfotboll och gjorde 103 mål. Den 22 maj 2011 fick Ancelotti sparken av Chelsea efter att slutat tvåa i Premier League.
Efter sju månader utan tränarjobb tog han över ett högt satsande Paris Saint-Germain den 30 december 2011. Han vann ingen trofé under sin första tid i klubben. Säsongen efter kom dock revanschen när PSG vann Ligue 1 för första gången på 19 år, mycket tack vare nyförvärvet Zlatan Ibrahimović som gjorde 30 mål och vann skytteligan. I Champions League 2012/13 tog han dem sånär till kvartsfinal, men bortamålsregeln fällde PSG mot Barcelona. Laget spelade 2–2 hemma och 1–1 på Camp Nou. 
Trots motstånd från PSG-styrelsen då han var under kontrakt, tog han säsongen efter över Real Madrid. Under sin första säsong i Real Madrid vann han Copa del Rey, Uefa Super Cup, och den 24 maj 2014 besegrades Atlético Madrid i Uefa Champions League-finalen med 4-1 efter förlängning. Året efter slogs Real Madrid ut i semifinalen i Uefa Champions League, och slutade på en andra plats efter FC Barcelona i La Liga. På en presskonferens den 25 maj 2015 meddelade klubbens president Florentino Pérez att Ancelotti avskedas som tränare.
Den 20 december 2015 meddelade Bayern München att den dåvarande tränaren Pep Guardiola skulle sluta efter säsongen 2015/2016 och att Carlo Ancelotti skulle ersätta. Ancelotti började med att vinna den tyska Supercupen med Bayern München i en final mot Borussia Dortmund den 14 augusti 2016, och säsongen 2016/2017 slutade med att den tyska storklubben vann Bundesliga för 27:e gången. I Uefa Champions League slog man ut Arsenal med sammanlagt 10-2 i åttondelsfinalen, men blev däremot utslagna av Real Madrid i kvartsfinalen. Den 5 augusti 2017 vann Bayern München åter den tyska Supercupen, återigen mot Borussia Dortmund, men denna gången efter straffsparkar. I ligans tredje omgång 2017/2018 förlorade Bayern München mot 1899 Hoffenheim, och efter en 0-3 förlust mot Paris Saint-Germain i Uefa Champions Leagues gruppspel, sparkades Ancelotti den 28 september 2017.
I slutet av maj 2018 tog han tränarjobbet i SSC Napoli, och förde klubben till en andra plats i Serie A 2018/2019. Efter en tredje plats i gruppspelet i Uefa Champions League, nådde Napoli även kvartsfinal i Uefa Europa League. Säsongen 2019/2020 låg laget på en sjunde plats i Serie A, men efter en andra plats efter Liverpool i gruppspelet, och vidare avancemang i Uefa Champions League fick Ancelotti ändå sparken från Napoli den 10 december 2019.
21 december 2019 tog Ancelotti över som ny tränare för Everton. Han var ansvarig för klubben i 67 matcher, varav han vann 31. Den 1 juni 2021 återvände han som tränare för Real Madrid. Klubben vann både den spanska supercupen, La Liga och Uefa Champions League 2021-22. Säsongen därpå blev Real Madrid tvåa i La Liga, men vann istället Uefas Supercup-titel, Copa del Rey samt klubblags-VM. Säsongen 2023/2024 vann Real Madrid återigen den spanska supercupen, La Liga och Uefa Champions League. Ancelotti vann sin femte Champions League-titel som tränare.
Uttåg mot Arsenal i kvartsfinalen i Champions League och en andra plats i La Liga efter ärkerivalen FC Barcelona. De förlorade också mot Barcelona i finalerna i Copa de Rey och Supercopa de Espana. Ancelotti hade ett år kvar på sitt kontrakt, men parterna kom överens om att bryta det. Ancelotti blev tränare för det brasilianska landslaget. Kontraktet löper över VM 2026 och italienaren började på sitt nya jobb den 26 maj 2025. 